# Maurizio Colombo
Maurizio Colombo (Busto Arsizio, 11 marzo 1960) è un fumettista italiano attivo prevalentemente con la Sergio Bonelli Editore.

## Biografia
Conobbe l'editore Sergio Bonelli durante il primo Dylan Dog Horror Fest, una kermesse dedicata ai lettori del fumetto Dylan Dog nella quale Colombo faceva parte dello staff organizzativo insieme agli amici Stefano Marzorati, scrittore e all'epoca P.R. della Sergio Bonelli Editore, e Antonio Tentori.
Come sceneggiatore ha incominciato la sua carriera scrivendo per Mister No, del quale ha sceneggiato una quindicina di storie, tra le quali C'era una volta a New York (Maxi n. 2), che, attraverso i disegni di Giovanni Bruzzo, racconta l'infanzia del personaggio. Sempre per la casa editrice Bonelli, ha inoltre realizzato episodi di Nick Raider e Zagor, contemporaneamente alla cura della serie Almanacchi.
Poi, nel 2000, ha lasciato lo staff di Mister No e insieme all'amico Mauro Boselli ha creato per lo stesso editore la serie horror Dampyr. Ha scritto le prime due storie della serie oltre insieme a Boselli seguite da altre come il n° 4 Notturno in rosso (2000), fino al numero n° 79, Nazikian l'oscuro (2006), nel quale conclude alcune sottotrame sviluppate nelle sue storie precedenti per poi concludere la sua collaborazione per problemi di salute; ritorna a sceneggiare Dampyr con il numero 164 Lamiah vive! del 2013, dopo sette anni di assenza.
Nel 2022 ha curato la sceneggiatura della graphic novel Nella perfida terra di Dio estratta dall'omonimo romanzo di Omar Di Monopoli.
Colombo si è occupato anche di cinema: negli anni ottanta ha realizzato alcuni documentari per la Corona cinematografica e per lo stato maggiore dell'Esercito Italiano; ha collaborato a saggi sul cinema e, in particolare, ha pubblicato il libro Lo schermo insanguinato con Antonio Tentori.